# The Lady of the Lake (Scott)

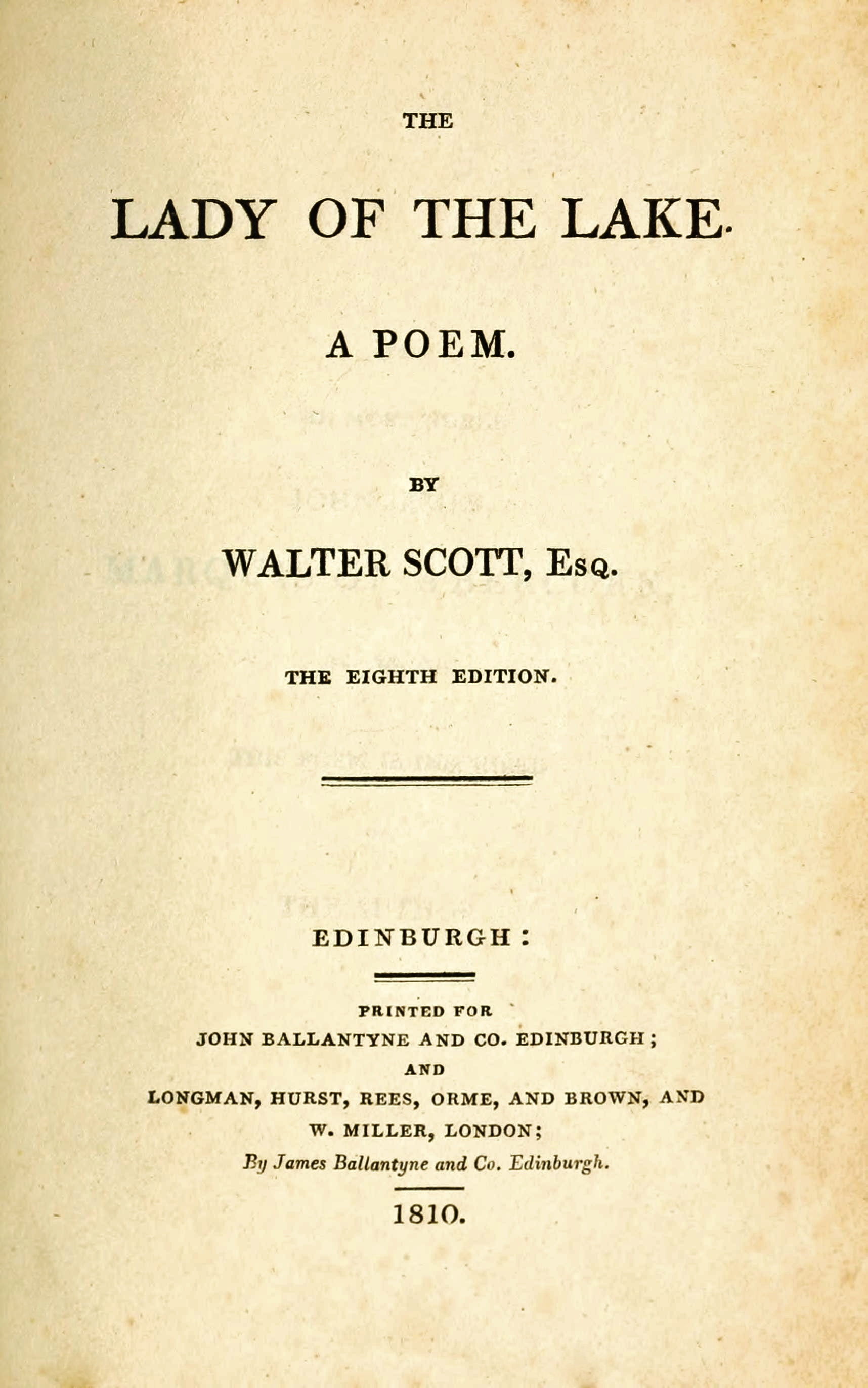
Frontispiz der achten Ausgabe, 1810

The Lady of the Lake ist ein narratives Gedicht von Walter Scott, das 1810 veröffentlicht wurde. Die Handlung spielt am Loch Katrine in den Trossachs in Schottland und ist auf sechs Cantos aufgeteilt, wobei sich jeder einzelne Canto an einem Tag abspielt. Das Gedicht enthält drei unterschiedliche Handlungsstränge: einen ritterlichen Kampf der drei Männer Roderick Dhu, James Fitz-James und Malcolm Graeme um die Liebe von Ellen Douglas; die Fehde und Versöhnung von König Jakob V. und James Douglas; und einen Krieg zwischen den Lowland Scots unter Führung von Jakob V. und den Clans aus den Highlands unter Roderick Dhu, dem Chief des Clan Alpine.
Das Gedicht wurde unmittelbar nach seinem Erscheinen zu einem Verkaufsschlager; innerhalb von acht Monaten wurden 25.000 Exemplare verkauft. Es wurde in verschiedene Sprachen übersetzt und trug im Laufe des 19. Jahrhunderts zur romantischen Verklärung des alten Schottlands bei. Teile der deutschen Übersetzung von Adam Storck hat Franz Schubert vertont, woraus Ellens dritter Gesang (nach seinen Anfangsworten häufig, jedoch irreführend als „Schuberts Ave Maria“ bezeichnet) weltberühmt geworden ist. Auf der Grundlage von Scotts Gedicht schrieb Andrea Leone Tottola das Libretto für Rossinis Oper La donna del lago. Der Brauch des Ku-Klux-Klans, brennende Feuerkreuze aufzustellen, wird auf eine Episode im dritten Canto zurückgeführt. Der Text des Liedes Hail to the Chief, der offiziellen Hymne zur Begrüßung des amerikanischen Präsidenten, geht ebenfalls ursprünglich auf das Gedicht zurück.

## Personen
- König Jakob V. von Schottland, reist inkognito als James Fitz-James, Ritter von Snowdoun
- Ellen Douglas, Tochter von James Douglas
- James Douglas, ehemaliger Herzog von Bothwell, Mentor des jugendlichen Königs Jakob, nun als Feind im Exil
- Allan Bane, ein Barde
- Roderick Dhu, Chief des Clan Alpine, infolge eines Mordes am schottischen Hof vogelfrei
- Lady Margaret, Mutter von Roderick Dhu
- Malcolm Graeme, junger Chief aus den Highlands und ehemaliger Höfling von König Jakob, von Ellen geliebt
- Eremit Brian, ein heidnischer Prophet in der Tradition der Druiden
- Duncan, soeben verstorbenes führendes Mitglied des Clan Alpine
- Angus, Sohn von Duncan
- Norman, Bräutigam und Mitglied des Clan Alpine
- Mary, Normans Gattin
- Blanche of Devan, eine Frau aus den Lowlands, deren Bräutigam an ihrem Hochzeitstag von Männern des Clan Alpine getötet wurde, was Blanche in den Wahnsinn treibt

## Überschriften
- Canto I: The Chase („Die Jagd“)
- Canto II: The Island („Die Insel“)
- Canto III: The Gathering („Die Versammlung“)
- Canto IV: The Prophecy („Die Prophezeiung“)
- Canto V: The Combat („Der Kampf“)
- Canto VI: The Guard-room („Das Wachlokal“)